# Bercsek Péter
Bercsek Péter (Soroksár, 1932. augusztus 8. – Budapest, 2024. augusztus 5.) okleveles magyar kertészmérnök. 16 éven át a Margit-sziget főkertésze, 1974-től a Fővárosi Kertészeti Vállalat főosztályvezetője, 1979-től az Országos Mezőgazdasági Minősítő Intézet főosztályvezetője. Az orgonahajtatás, illetve az idős fák átültetésének szakértője, számos könyv és szakcikk szerzője.

## Életútja
Szülei (Bercsek József, Andráczi Magdolna) virágkertészek voltak Soroksáron, elsősorban az akkoriban még jelentős vágott virágnak számító orgona hajtatásával foglalkoztak. Édesapja a II. világháborúban eltűnt, így édesanyjával kettesben maradtak; még csak 14 éves volt, amikor már magánkertészként nyáron zöldségféléket és vágott virágokat, télen pedig üvegházban, valamint orgonaültetvényükben orgonát hajtattak. Kertészetüket 1952-ben államosították, és a Kertészeti Egyetem soroksári tangazdasághoz csatolták.
Érettségijét 1951-ben a Fővárosi Kertészeti Középiskolában szerezte meg. Ezt követően a Magyar Agrártudományi Egyetem Kert- és Szőlőgazdaság Tudományi Karán tanult, ahol 1956-ban jeles eredménnyel védte meg Az orgona termesztése és hajtatása című diplomamunkáját.

## Szakmai pályája
Az egyetem elvégzése után csak szakmunkásként tudott elhelyezkedni, 1956-tól a Fővárosi Virágtermelő és Értékesítő Vállalat (Virágért) kispesti díszfaiskolájában dolgozott. Két év elteltével, 1958-ban felkérték a Margitsziget kertészetének vezetésére, ahol 16 éven át volt üzemvezető főkertész.
Kiemelt feladata volt a fenntartási munkák szervezése és irányítása, a még meglévő háborús károk felszámolása és a park színvonalának a kor követelményeihez igazodó fejlesztése.
Nevéhez köthető a „Fűre lépni tilos!” szemléletnek a megváltoztatása „fűre lépni szabad”-ra.
1974-től a Fővárosi Kertészeti Vállalat (FŐKERT) Termesztési Főosztályának lett a vezetője.
Feladata volt a vállalat parképítő, és parkfenntartó tevékenységéhez, valamint a Virágért bolthálózat ellátásához szükséges növényanyag termesztésének irányítása, szervezése (110 ha faiskola és 4 üvegházi telep), valamint a Margitsziget és az Erdőtelki Arborétum fejlesztési munkáinak koordinálása is.
1979-től az Országos Mezőgazdasági Minősítő Intézetben (OMMI) a fajtaminősítési és szaporítóanyag felügyeleti tevékenységet irányította, előbb mint a Dísznövény Osztály vezetője, majd 1989-től nyugdíjba vonulásáig (1992-ig) mint az Erdészeti és Dísznövény Főosztály vezetője.
1993-tól 1996-ig a Világkiállítási Programiroda által az 1995-ös Bécs-Budapest Világkiállítás előkészítésére, megvalósítására és üzemeltetésére létrehozott EXPO '96 Kft. főkertésze volt. Feladatai közé tartozott a világkiállítási terület parkosításának előkészítése, illetve a beruházás leállítása után az előnevelt növényanyag elhelyezése.
1995–96-ban a Strabag-Hungária Rt. kertészeti szaktanácsadója, és az autópályák fásításainak szakirányítója volt.
Ugyanebben a két évben a Bős–nagymarosi vízlépcső tájrehabilitációs fásítási munkáinak volt a szakirányítója a Visegrád–Nagymaros térségében.
1998-tól 2006-ig az Agárdi Városgazdálkodási Kft. megbízásából a Velencei-tó környéki zöldterület-fejlesztési terveket készíti, illetve a tó környéki parkok fenntartási munkáit szervezte.
2007 óta szakmai emlékiratain dolgozik.

## Társasági tagságai, egyéb szakmai tevékenységei
1958-tól szakértőként arborétumok fenntartási és fejlesztési munkáival foglalkozott, ezek élő génbankszerepét szorgalmazta. Irányításával a FŐKERT az Erdőtelki Arborétumot felújította és területét bővítette.  A honosításra alkalmas fajok termesztésbevonása érdekében irányítása mellett öt arborétum törzskönyvi nyilvántartása is elkészült (OMMI irattár).
1958-tól a Magyar Agrártudományi Egyesület Dísznövénytermesztési és Zöldfelület-gazdálkodási Szakosztályának vezetőségi tagja, 1986-tól 1990-ig alelnöke, 1989-től 1995-ig az egyesület dísznövény-termesztési szakértője.
1979-től 1992-ig az Országos Mezőgazdasági Fajtaminősítő Tanács Kertészeti Szakbizottságának tagja.
1979-től 1992-ig a díszfaiskolák országos és ágazati szabványokat kidolgozó szakmai bizottság tagja, titkára, majd elnöke.
Ugyanezen időszakban középfokú kertészszakiskolák tanácsadója, érettségi vizsgák felkért elnöke.
1979-től 1994-ig az Építésügyi és Városfejlesztési Minisztérium bejegyzett kertészeti szakértője.
1981-től 1987-ig a Budapest Főváros Tanácsa Városrendezési és Építési Osztály  bejegyzett szakértője.
Kezdeményezésére valósult meg 1988-ban az „Országos dísznövény kiállítás és vásár” (akkor DÍSZNÖVÉNY '88 néven), melyet 1992-ig az irányításával, azóta a Kertészeti Egyetem szervezésében minden évben megrendeznek.
1990-től 1993-ig a Dísznövény Szövetség elnökségi tagja.
1991-től a Magyar Kertépítészek és Tájrendezők Szövetségének a tagja.
1992-től 2002-ig az Igazságügyi Minisztérium bejegyzett mezőgazdasági-kertészeti igazságügyi szakértője.
1993-tól 1998-ig a Földművelésügyi Minisztérium bejegyzett kertészeti növénytermesztési szakértője.

## Díjai, elismerései
- Építőipar Kiváló Dolgozója (Építésügyi Minisztérium, 1972)
- Kiváló Munkáért díj (1982)
- Räde Károly-emlékérem (Kertészeti Egyetem, 1994)
- Aranydiploma (Kertészeti Egyetem, 2006)
- Megkapta a „Bercsek-kert” nevet a Margit-sziget korábban „Pólópálya” néven ismert parkja (Margitsziget Stratégiai Terve, 2008)

## Főbb művei

A Mesélnek a margitszigeti fák című könyv borítója, 2012

A Műalkotások a Margitszigeten című könyv borítója, 2013

### Könyvei
- Műszaki fejlesztési tájékoztató – Idős fák átültetése (Fővárosi Kertészeti Vállalat, 1970)[2]
- Virágos könyveink – Az orgona (Mezőgazdasági Kiadó, 1973)[3]
- Zöldterület-fejlesztés Gárdony-Agárd területén – Fasorok és parkok állapot-felmérése, fejlesztési javaslatok (kézirat, Agárdi Városgazdálkodási Kft., 1999)[4]
- Mesélnek a margitszigeti fák (Szerzői kiadás, 2012)[5]
- Műalkotások a Margitszigeten (Szerzői kiadás, 2013)[6]
- Részletek a Margitsziget történetéhez (Szerzői kiadás, 2013)[7]
- Átültetett fák a budapesti parkokban (Szerzői kiadás, 2013)[8]
- A margitszigeti Vadaskert – Kisállatkert története (Szerzői kiadás, 2016)[9]

### Társszerzőkkel kiadott kiadványok
- A Fővárosi Kertészet száz éve – Budapest dendrológiai értékei (társszerző, Mezőgazdasági Kiadó, 1967)[10]
- Idős fák gyökeresedésének serkentése átültetés előtt (társszerző, Kertészeti és Szőlészeti Főiskola, 1968)[11]
- Lombhullató díszfák, díszcserjék a kertben (lektor, Mezőgazdasági Kiadó, 1975)[12]
- A dísznövénytermesztés helyzete és fejlesztése (társszerző, OMFB, 1976)[13]
- A zöldfelületek fenntartása – Idős növények (társszerző, Mezőgazdasági Kiadó, 1980)[14]
- Díszfák, díszcserjék termesztése és felhasználása (lektor, Mezőgazdasági Kiadó, 1980)[15]
- Szaporítóanyag termő ültetvények kialakítása és szerepük a díszfaiskolai termesztés fejlesztésében (társszerző, Kertészeti Egyetem, 1982)[16]
- Módszertani útmutató a szakmunkásképzést folytató szakközépiskolák szakmai gyakorlataihoz – Dísznövénytermesztés, parképítés és fenntartás, virágkötészet (társszerző, Agroinform, 1984)[17]
- Államilag minősített és szaporításra engedélyezett dísznövény-fajták jegyzéke (szerkesztő, Mezőgazdasági Minősítő Intézet, 1990)[18]
- A parképítés és fenntartás szakmai gyakorlatainak útmutatója (társszerző, Agrárszakoktatási Intézet, 1991)[19]
- A disznövénytermesztés szakmai gyakorlatainak útmutatója (társszerző, Gödöllői Agrártudományi Egyetem Tanárképző Intézete, 1991)[20]

### Egyéb megjelenései
- Virágzó Victoriák a Margitszigeten (újságcikk, Élet és Tudomány, 1969.)[21]
- A növény szerepe a hatékonyabb zöldfelület-gazdálkodásban (újságcikk, Kertgazdaság, 1976)[22]
- Ilyen volt, ilyen lett - Bercsek Péter írása az évtizedekkel ezelőtt (1965-1975) átültetésre került idős fák mai (2010) helyzetéről
- Liget Galéria, 2006[halott link]
- Margitsziget régen[halott link]